# Andy LeMaster
Andy LeMaster a Georgia állambeli Athensból származó énekes–dalszerző, producer és hangmérnök; elsődlegesen a Now It's Overhead tagja. LeMaster számos, a Saddle Creek kötelékében alkotó előadó (például Bright Eyes, Now It's Overhead, Azure Ray, Maria Taylor, Orenda Fink, Beep Beep, The Good Life és Mayday) dalaiban működött közre.

## Pályafutása
A Saddle Creek Recordsszal szerződött előadókon kívül együttműködött még számos, az 1990-es évek végén készült albumon. David Barbe hangmérnök kollégájával a Chase Park Transduction stúdió tulajdonosai.
LeMaster tehetséges képzőművész is: ő tervezte a Now It’s Overhead albumainak borítóit.

## Közreműködései
| Év   | Előadó                                  | Album                                                            | Kiadó                              | Közreműködés                          |
| ---- | --------------------------------------- | ---------------------------------------------------------------- | ---------------------------------- | ------------------------------------- |
| 1998 | Bright Eyes                             | Letting Off the Happiness                                        | Saddle Creek Records               | Producer, hangmérnök, előadó          |
| 1998 | Drive-By Truckers                       | Gangstabilly                                                     | Soul Dump Records/New West Records | Producer, hangmérnök, keverés         |
| 1998 | Macha                                   | Macha                                                            | Jetset Records                     | Hangmérnök, keverés                   |
| 1998 | Drip                                    | Inside Job                                                       | Ghostmeat Records                  | Producer, hangmérnök, keverés, előadó |
| 1999 | Macha                                   | See It Another Way                                               | Jetset Records                     | Hangmérnök, keverés                   |
| 1999 | Drive-By Truckers                       | Pizza Deliverance                                                | Ghostmeat Records/New West Records | Keverés                               |
| 1999 | David Pondero                           | Pity Party                                                       | Ghostmeat Records                  | Producer, hangmérnök, keverés, előadó |
| 2000 | Bright Eyes                             | Fevers and Minors                                                | Saddle Creek Records               | Producer, előadó                      |
| 2000 | Lona                                    | To the Nth                                                       | Ghostmeat Records                  | Producer, hangmérnök, keverés, előadó |
| 2001 | Now It’s Overhead                       | Now It’s Overhead                                                | Saddle Creek Records               | Producer, hangmérnök, keverés, előadó |
| 2001 | Son, Ambulance/Bright Eyes              | Oh Holy Fools: The Music of Son, Ambulance & Bright Eyes         | Saddle Creek Records               | Előadó                                |
| 2001 | David Barbe                             | Comet of the Season                                              | Backburner Records                 | Producer, hangtechnikus, előadó       |
| 2001 | Seaworthy                               | Ride                                                             | Jetset Records                     | Producer, hangmérnök, keverés, előadó |
| 2002 | Bright Eyes                             | Lifted or The Story is in the Soil, Keep Your Ear to the Ground  | Saddle Creek Records               | Producer, húr- és kürthangok, előadó  |
| 2002 | Bright Eyes                             | There Is No Beginning to the Story                               | Saddle Creek Records               | Producer, húrhangok, előadó           |
| 2002 | Azure Ray                               | November                                                         | Saddle Creek Records               | Producer, hangmérnök, keverés, előadó |
| 2002 | R.E.M.                                  | R.E.M.I.X.                                                       | Warner Bros. Records               | Producer, keverés, előadó             |
| 2002 | Lovers                                  | Starlit Sunken Ship                                              | Orange Twin Records                | Producer, hangmérnök, keverés, előadó |
| 2002 | Mayday                                  | Old Blood                                                        | Saddle Creek Records               | Előadó                                |
| 2003 | Azure Ray                               | Hold On Love                                                     | Saddle Creek Records               | Producer, hangmérnök, keverés, előadó |
| 2003 | Azure Ray                               | The Drinks We Drank Last Night                                   | Saddle Creek Records               | Producer, hangmérnök, keverés         |
| 2003 |                                         | Saddle Creek 50                                                  | Saddle Creek Records               | Producer, hangmérnök, keverés, előadó |
| 2003 | Pacific UV                              | Pacific UV                                                       | Warm Records                       | Producer, hangmérnök, keverés, előadó |
| 2004 | Now It’s Overhead                       | Fall Back Open                                                   | Saddle Creek Records               | Producer, hangmérnök, keverés, előadó |
| 2004 | Now It’s Overhead                       | Wait                                                             | Saddle Creek Records               | Producer, hangmérnök, keverés, előadó |
| 2004 | Macha                                   | Forget Tomorrow                                                  | Jetset Records                     | Hangmérnök, keverés                   |
| 2004 | Azure Ray                               | New Resolution                                                   | Saddle Creek Records               | Producer, hangmérnök, keverés         |
| 2004 | Bright Eyes                             | Take It Easy (Love Nothing)                                      | Saddle Creek Records               | Hangmérnök                            |
| 2004 | Lovers                                  | Gutter and the Garden                                            | Orange Twin Records                | Producer, hangmérnök, keverés, előadó |
| 2004 | The Good Life                           | Lovers Need Lawyers                                              | Saddle Creek Records               | Keverés                               |
| 2005 | Bright Eyes                             | I’m Awake, It’s Morning                                          | Saddle Creek Records               | Előadó                                |
| 2005 | Bright Eyes                             | Digital Ash in a Digital Urn                                     | Saddle Creek Records               | Producer, hangmérnök, előadó          |
| 2005 | Maria Taylor                            | 11:11                                                            | Saddle Creek Records               | Producer, hangmérnök, keverés, előadó |
| 2005 | Orenda Fink                             | Invisible Ones                                                   | Saddle Creek Records               | Producer, hangmérnök, keverés, előadó |
| 2005 | Mayday                                  | Bushido Karaoke                                                  | Saddle Creek Records               | Keverés                               |
| 2005 |                                         | Lagniappe: A Saddle Creek Benefit for Hurricane Katrina          | Saddle Creek Records               | Producer, hangmérnök, keverés, előadó |
| 2006 | Now It’s Overhead                       | Dark Light Daybreak                                              | Saddle Creek Records               | Producer, hangmérnök, keverés, előadó |
| 2006 | Michael Stipe (Chris Martinnal)         | In the Sun                                                       | Warner Bros. Records               | Hangmérnök, keverés                   |
| 2006 | Bright Eyes                             | Noise Floor (Rarities 1998-2005)                                 | Saddle Creek Records               | Előadó                                |
| 2007 | Maria Taylor                            | Lynn Teeter Flower                                               | Saddle Creek Records               | Producer, hangmérnök, keverés, előadó |
| 2007 | Now It’s Overhead                       | Dark Light Daybreak (Live in the Studio)                         | Saddle Creek Records               | Producer, hangmérnök, keverés, előadó |
| 2007 | Bright Eyes                             | Four Winds                                                       | Saddle Creek Records               | Előadó                                |
| 2007 | Bright Eyes                             | Cassadaga                                                        | Saddle Creek Records               | Előadó                                |
| 2007 | Art in Manilla                          | Set the Woods On Fire                                            | Saddle Creek Records               | Keverés                               |
| 2007 | Mezzanine Owls                          | Slingshot Echoes                                                 | Mezzanine Owls Records             | Producer, hangmérnök, keverés, előadó |
| 2007 | Summerbirds in the Cellar               | With the Hands of the Hunter It All Becomes Dead                 | Slow January Records               | Producer, hangmérnök, keverés, előadó |
| 2008 | Conor Oberst                            | Conor Oberst                                                     | Merge Records                      | Hangmérnök, keverés, előadó           |
| 2008 | Magnetic Morning                        | A. M.                                                            | Friend or Faux Records             | Hangmérnök, keverés                   |
| 2008 | Rig 1                                   | Above the Tree Line West of the Periodic                         | Team Love Records                  | Producer, hangmérnök, keverés, előadó |
| 2008 | The Fatales                             | Great Surround                                                   | Monopsone Records                  | Producer, hangmérnök, keverés         |
| 2009 | Conor Oberst and the Mystic Valley Band | Outer South                                                      | Merge Records                      | Hangmérnök, keverés, előadó           |
| 2009 | Orenda Fink                             | Ask the Night                                                    | Saddle Creek Records               | Hangmérnök, keverés, előadó           |
| 2009 | Taylor Hollingsworth                    | Life With a Slow Ear                                             | Team Love Records                  | Producer, hangmérnök, keverés, előadó |
| 2009 | Maria Taylor                            | LadyLuck                                                         | Nettwerk Records                   | Producer, hangmérnök, keverés, előadó |
| 2009 | Maria Taylor (Andy LeMasterrel)         | Savannah Drive                                                   | Nettwerk Records                   | Producer, hangmérnök, keverés, előadó |
| 2009 | Har Mar Superstar                       | Dark Touches                                                     | Dilettante                         | Keverés                               |
| 2009 | James Husband                           | A Parallax I                                                     | Polyvinyl Record Co.               | Keverés                               |
| 2010 | Elf Power                               | Elf Power                                                        | Orange Twin Records                | Hangmérnök, maszterelés               |
| 2010 | Azure Ray                               | Drawing Down the Moon                                            | Saddle Creek Records               | Hangtechnikus, előadó                 |
| 2010 |                                         | Broken Hearts & Dirty Windows: Songs of John Prine               | Oh Boy Records                     | Hangmérnök, keverés                   |
| 2010 | Venice Is Sinking                       | Sand & Lines                                                     | One Percent Press Records          | Hangmérnök                            |
| 2010 | New Idea Society                        | Somehow Disappearing                                             | SHYE Records                       | Producer, hangmérnök, keverés, előadó |
| 2011 | Bright Eyes                             | The People’s Key                                                 | Saddle Creek Records               | Hangmérnök, előadó                    |
| 2011 | Drive-By Truckers                       | Ugly Buildings, Whores, and Politicians: Greatest Hits 1998-2009 | New West Records                   | Producer, hangmérnök, keverés         |
| 2011 | Haroula Rose                            | These Open Roads                                                 |                                    | Producer, hangmérnök, keverés, előadó |
| 2012 | Conor Oberst                            | One of My Kind                                                   | Team Love Records                  | Hangmérnök, előadó                    |
| 2012 | Whispertown                             | Paralell                                                         | Acony Records                      | Producer, hangmérnök, keverés, előadó |
| 2012 | Conduits                                | Conduits                                                         | Team Love Records                  | Keverés                               |
| 2012 | Azure Ray                               | As Above So Below                                                | Saddle Creek Records               | Producer, hangmérnök, keverés, előadó |
| 2012 | White Violet                            | Hiding, Mingling                                                 | Normaltown Records                 | Producer, hangmérnök, keverés, előadó |
| 2012 | The Casket Girls                        | Sleepwalking                                                     | Graveface Records                  | Keverés                               |
| 2012 | Patterson Hood                          | Heat Lightning Rumbles in the Distance                           | ATO Records                        | Hangmérnök                            |
| 2013 | Western Lows                            | Glacial                                                          | Jaxart Records                     | Producer, hangmérnök, keverés, előadó |
| 2013 | Alessi’s Ark                            | The Still Life                                                   | Bella Union                        | Producer, hangmérnök, keverés, előadó |
| 2013 | Amanda Shires                           | Down Fell the Doves                                              | Lightning Rod Records              | Producer, hangmérnök, keverés, előadó |
| 2013 | Pacific UV                              | After the Dream You Are Awake                                    | Mazarine Records                   | Keverés                               |
| 2013 | Lovers                                  | A Friend in the World                                            | Badman Recording Co.               | Keverés                               |
| 2013 | Maria Taylor                            | Something About Knowing                                          | Saddle Creek Records               | Keverés                               |
| 2013 | Yip Deceiver                            | Medallius                                                        | New West Records                   | Keverés                               |
| 2013 | Shonna Tucker és Eye Candy              | A Tell All                                                       | Sweet Nectar Records               | Keverés                               |
| 2013 | Dead Confederate                        | In the Marrow                                                    | Spiderbomb Records                 | Hangmérnök                            |
| 2014 | The Casket Girls                        | True Love Kills the Fairy Tale                                   | Graveface Records                  | Hangmérnök, keverés                   |
| 2014 | Conor Oberst                            | Upside Down Mountain                                             | Nonesuch Records                   | Hangmérnök, előadó                    |
| 2014 | Michael Stipe                           | The Cold Lands Soundtrack                                        |                                    | Producer, hangmérnök, keverés, előadó |

## Fordítás
Ez a szócikk részben vagy egészben  az   Andy LeMaster című angol Wikipédia-szócikk ezen változatának fordításán alapul.  Az eredeti cikk szerkesztőit annak laptörténete sorolja fel. Ez a jelzés csupán a megfogalmazás eredetét és a szerzői jogokat jelzi, nem szolgál a cikkben szereplő információk forrásmegjelöléseként.